# Cerisy-la-Salle
Cerisy-la-Salle é uma comuna francesa na região administrativa da Normandia, no departamento Mancha. Estende-se por uma área de 16,73 km². Em 2010 a comuna tinha 1 039 habitantes (densidade: 62,1 hab./km²).